# 익시온

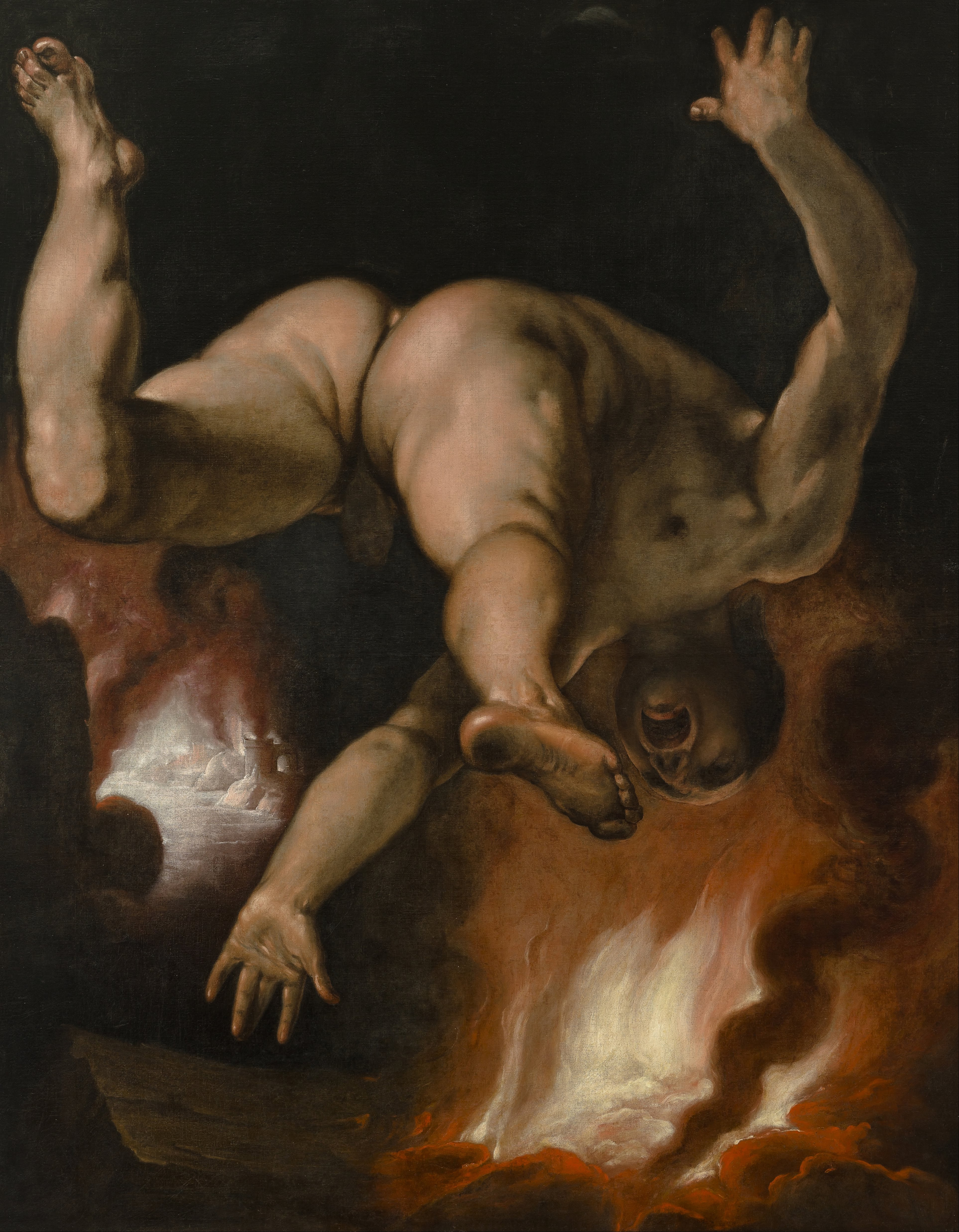
<익시온의 추락>, 코르넬리스 판 하를렘

익시온(Ἰξίων)은 라피타이의 왕으로 그리스 신화에 나오는 인물이다. 탄탈로스와 마찬가지로 신들의 연회에 초대받아 간 사람이었다. 거기서 익시온은 헤라의 미모에 반해 헤라에게 흑심을 품었다. 제우스가 그를 떠보려고 구름으로 헤라의 형상을 만들어 가까이 가게 했더니 익시온은 그 구름을 헤라로 착각하여 헤라를 덮쳤다. 그 구름과 익시온 사이에서 켄타우로스가 태어났는데 이에 대노한 제우스는 익시온을 바로 지옥에 떨어뜨리고 영원히 멈추지 않는 수레바퀴에 매달아버렸다.

## 같이 보기
- 시시포스
- 비블리오테케
- 디오도로스 시켈로스
- 가이우스 율리우스 히기누스
- 이오안네스 트제트제스
- 핀다로스
- 루키아노스
- 베르길리우스
- 스트라본
- 로버트 그레이브스